# Havnartindur, Svínoy
Havnartindur är ett berg i Färöarna (Kungariket Danmark).   Det ligger på Svínoy i sýslan Norðoyar, i den nordöstra delen av landet, 40 km nordost om huvudstaden Tórshavn. Toppen på Havnartindur är 586 meter över havet.